# Кіца (притока Коли)
Кіца́ (рос. Кица) — річка на Кольському півострові, протікає територією Ловозерського та Кольського районів Мурманської області, Росія. Належить до басейну річки Кола, є її правою притокою.
Річка бере початок з південно-східного підніжжя гори Вірауйвенч. Протікає спочатку на південний схід, через 2,5 км повертає на північний схід. В районі озера Кіцьке спрямована на північ, але потім повертає на північний захід. Після впадіння правої притоки Кувчуай Кіца повертає на захід, але вже через 4 км знову повертає на північний захід. Обминаючи гору Лішварені річка плавно повертає на південний захід, але після озера Майтманич знову повертає на північний захід. В районі озер Мелк'явр та Шолт'явр Кіца тече у західному напрямку. Тут спостерігається дуже порожиста ділянка, де річка протягом 10 км падає на 23 м. Нижня течія річки спрямована на південний захід, при чому останні 2,5 км річка падає на 20 м. Впадає до Коли нижче селища Мокра Кіца, в районі колишнього присілку Коневка. Береги річки заліснені, значні ділянки заболочені. Приймає багато приток, найбільшими з яких є ліві Кайх'явр'йок та Мала Кіца, права Кувчуай.
Через свою значну порожистість, річка протікає через невелику кількість озер — Кіцьке, Чум'явр та Майтманич; до неї стікають багато інших — Осткеч, Кувч'явр, Кермаявр, Мелк'явр, Біле, Шолт'явр, Кіцьке.
Над річкою розташоване лише селище Мокра Кіца, де через неї збудовано 2 автомобільних мости.